# Powiat de Sieradz
Pour les articles homonymes, voir Sieradz.
Le Powiat de Sieradz (en polonais : powiat sieradzki) est un Powiat de la voïvodie de Łódź en Pologne.

## Communes du powiat
| Gmina                                     | Type         | Superficie (km²) | Population (2006) | Siège      |
| Sieradz                                   | urbain       | 51,2             | 44 045            |            |
| Błaszki                                   | urbain-rural | 201,6            | 15 090            | Błaszki    |
| Warta                                     | urbain-rural | 252,9            | 13 074            | Warta      |
| Sieradz                                   | rural        | 181,6            | 9 788             | Sieradz *  |
| Złoczew                                   | urbain-rural | 118,0            | 7 398             | Złoczew    |
| Brzeźnio                                  | rural        | 128,7            | 6 351             | Brzeźnio   |
| Wróblew                                   | rural        | 113,2            | 6 244             | Wróblew    |
| Goszczanów                                | rural        | 123,3            | 5 814             | Goszczanów |
| Burzenin                                  | rural        | 119,0            | 5 665             | Burzenin   |
| Brąszewice                                | rural        | 106,3            | 4 485             | Brąszewice |
| Klonowa                                   | rural        | 95,4             | 3 059             | Klonowa    |
| * le siège ne fait pas partie de la gmina |              |                  |                   |            |

## Villes du Powiat
- Sieradz